# Schizonycha mucrorea
Schizonycha mucrorea är en skalbaggsart som beskrevs av Leon Fairmaire 1887. Schizonycha mucrorea ingår i släktet Schizonycha och familjen Melolonthidae. Inga underarter finns listade i Catalogue of Life.